# Atlético Los Andes
El Club Atlético Los Andes, (Abreviado a Atlético Los Andes) es un club de fútbol profesional venezolano, establecido en la ciudad de Mérida, estado Mérida, que milita en la Tercera División de Venezuela.

## Historia
Fue fundado en 2011 e incursiona como debutante en la Tercera División Venezolana 2016, disputando su primer amistoso de preparación en la población de La Fría, estado Táchira, bajo la dirección técnica de Carlos Contreras, contando con una planilla de jugadores jóvenes, y algunos elementos con experiencia tanto en la categoría como en la primera división. Toma parte en el Grupo Occidental II, subdividido en "A" y "B" encuadrándose en la zona "B" junto a los debutantes Iutenses FC y Deportivo Andes FC, y otro rival coterráneo, el Atlético Mérida FC. Finaliza en la primera casilla con un rendimiento arrollador, tras sumar 25 unidades con sólo una derrota en todo el semestre, en la Jornada 5, ante el equipo filial de Trujillanos FC, esto en el marco de las jornadas InterGrupos, donde los equipos de las zonas "A" y "B" se enfrentaron entre sí, entre las jornadas 4 y 7.
Con todo y el gran semestre de debut, el incipiente cuadro merideño tuvo algunos cambios de cara al inicio del Clausura 2016, entre ellos, un nuevo cuerpo técnico liderado por René Salazar. Nuevamente suma 25 unidades en el semestre, y una vez, con sólo una derrota, que se produjo ante Atlético Mérida FC en la Jornada 10,, logrando avanzar así a los cuadrangulares de Ascenso, tras ser líder incuestionable del Grupo Occidental II, en una temporada regular que incluyó una goleada de 14-0 ante Iutenses FC, récord para la categoría. Forma parte del Cuadrangular "B", junto al equipo filial de Ureña SC (líder del grupo occidental I), Atlético Guanare (líder del Grupo Centro - Occidental) y Junidense FC (el mejor segundo de la temporada). A pesar de llegar con chances a la última jornada, el cuadro merideño no logra el ansiado ascenso, tras finalizar tercero en el cuadrangular, liderado por Ureña SC B y Atlético Guanare conjunto que, finalmente, se quedara con el cupo de ascenso.

## Estadio
Disputó sus partidos como local en el Estadio Guillermo Soto Rosa, ubicado en la ciudad de Mérida. 

## Datos del club
- Temporadas en 1.ª División: 0
- Temporadas en 2.ª División: 0
- Temporadas en 3.ª División: 1 2016